# Maywood (Illinois)
Maywood – wieś położona w hrabstwie Cook w stanie Illinois.  Ludność w 2000 roku wynosiła 26 987.

## Geografia
Miasto zajmuje obszar 32,9 km kwadratowych.

## Demografia[1]
W roku 2000 82,7% mieszkańców miasta stanowili Afroamerykanie, 9,7% osoby rasy białej, 0,3% azjaci, 0,1% rdzenni Amerykanie, 5,6% przedstawiciele pozostałych ras a 1,6 ludność wywodząca się z dwóch lub więcej ras. Hiszpanie lub Latynosi stanowią 10,5%.

## Historia miasta
Miasto założone w 1869 roku.